# Gonatoraphis
Gonatoraphis és un gènere d'aranyes araneomorfes de la subfamília Erigoninae, dins de la família Linyphiidae.
Fou descrit per primera vegada per Alfred Frank Millidge l'any 1991.

## Distribució
Es pot trobar a Colòmbia.

## Llista d'espècies
Segons The World Spider Catalog 12.0:
- Gonatoraphis aenea Millidge, 1991
- Gonatoraphis lobata Millidge, 1991 (Espècie tipus)
- Gonatoraphis lysistrata Miller, 2007